# San Leone Magno
San Leone Magno je kostel ve Florencii na via Beata Angela. Je zasvěcen Lvu I. Velikému.

## Historie a stavba
Současná stavba pochází z roku 1972 (projekt Luigi Lucherini). Stojí na místě původního trojlodního kostela z roku 1887 architekta Salvatore Pirisiniho, postaveného pro františkánský řád, který byl zničen při sesuvech půdy v roce 1964.
Nový kostel byl vysvěcen v roce 1975. Má půdorys mušle s kruhovou apsidou, v jejímž středu stojí hlavní oltář. Od roku 1999 je pod správou řádu mercedariánských rytířů.

## Galerie

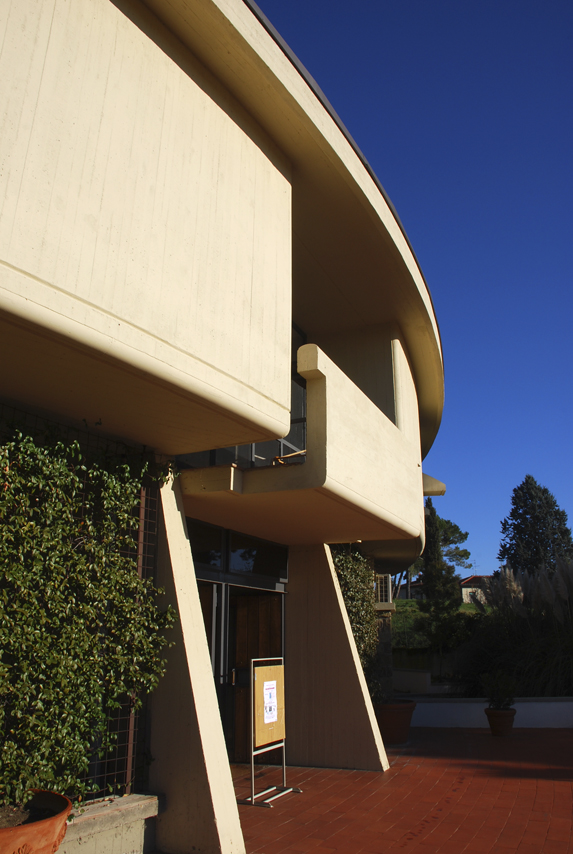
Hlavní vchod
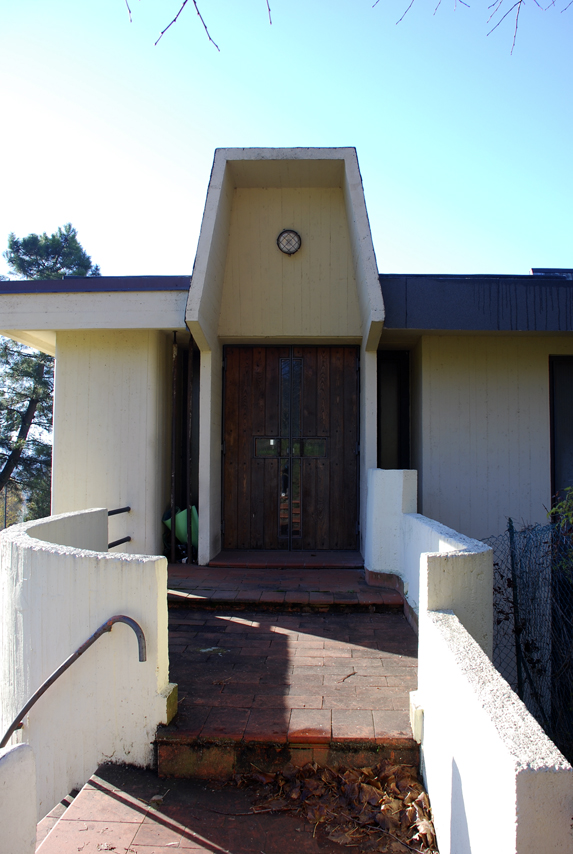
Vedlejší vchod
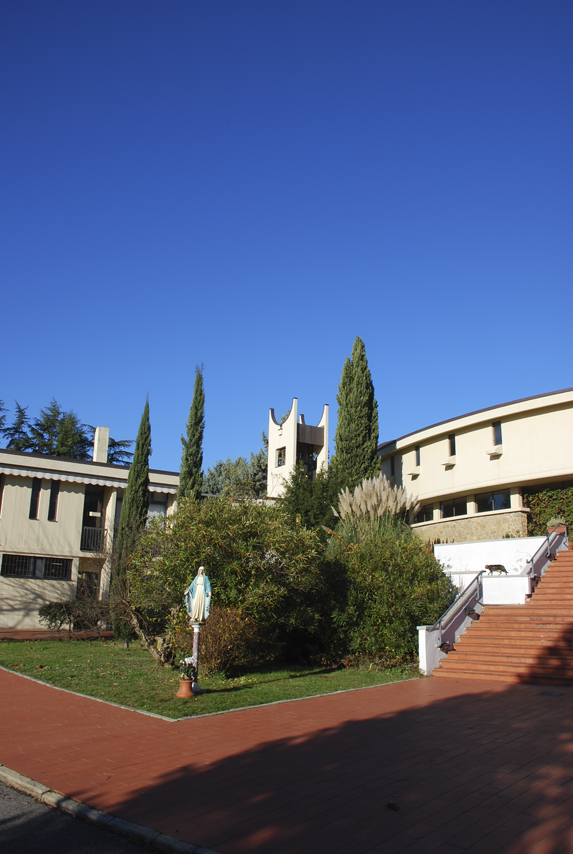
Zvonice